# 韩素音
韩素音（1916年或1917年9月12日—2012年11月2日），本名周光瑚（Rosalie Matilda Chou），後改名為，女，客家人，祖籍广东五华，生于河南信阳，英國籍亞歐混血作家。她的主要作品取材于20世纪中国生活和历史，体裁有小说和自传。用英语和法语写作 。

## 生平

### 早年
父亲周煒祖籍广东省梅州市五華縣水寨鎮，1883年生于四川郫县，1903年留学比利时。母亲是比利时弗拉芒人，出身比利时贵族家庭。
周光瑚出生于河南省信阳市，随父母在北京长大 。早年在贝满中学念书，1931年，未满15岁时，在北京医院当打字员。1933年入燕京大学医学预科，1935年到比利时布鲁塞尔大学学医。
1938年回国，1938年10月和国民党军官唐保黄（于1947年10月17日东北秋季攻势中任暂编第51师师长在阜新守城阵亡）结婚。婚姻期间唐保黄不让韩素音当医生 。归国期间，周光瑚在成都的美国教会医院做助产士，在院长的鼓励下，开始写第一部小说《目的地重庆》。《目的地重庆》（1942年）主要依据其当时经历所成。1940年她和丈夫领养了一个女儿唐榕梅。
1942年唐保黄出任中国驻英国大使馆武官，携周光瑚到伦敦赴任。1944年周光瑚获得伦敦大学医学学位。1945年唐保黄离任回国，周光瑚与养女留英。1948年获得医学博士学位。
1949年，周光瑚前往香港，在玛丽医院从医期间，并与记者伊恩·莫里森（著名澳洲駐華記者莫理循之子）相恋，他是韩素音小说改编电影《生死恋》中的一个人物原型 。伊恩·莫里森当时已经结婚，是澳大利亚驻新加坡记者，1950年莫里森作为战地记者于朝鲜身亡。她在小说《瑰宝》（1952年）一书中描绘了这段感情，并将这段故事记录在1980年出版的自传《吾宅双门》之中。1952年周光瑚嫁与英国情报官员梁康柏（Leon Comber），改名伊丽莎白·唐柏。后两人移居马来亚联合邦柔佛州的新山，她继续行医；曾为新加坡南洋大学的创立而奔走。1952年她在新加坡收养了另一个女儿周惠音。1958年两人离婚。1960年她又嫁与印度工程师陆文星（Vincent Ratnaswamy），先后在班加罗尔和洛桑定居 。

### 中年
在20世紀冷戰時期，韓素音多次到訪中國，並將訪華見聞發表在西方主流媒體《紐約時報》、《泰晤士報》等，系列文章廣泛介紹中國，深刻影響西方世界，是當時世界關注中國之重要消息來源。1956年以後以至文化大革命期間，韩素音多次訪問中國，並出版關於中國及赞美中国共产党領導人的著作。韓素音撰寫《毛澤東與中國革命》、《周恩來傳》等傳記作品，向西方世界介紹中國領導人，改變冷戰時期西方社會觀察中國社會及其領導人之看法，為世界與中國架設溝通橋樑。其作品主要描述了发生在东亚和东南亚的故事。韓素音說：「要是我不以自己的方式使中國的革命和中國所進行的各種重大的創造性活動為世界其他地方所了解，那我會瞧不起自己。」其自传回忆录描写了现代中国的转型。这些作品使其被认为是中国共产党革命的支持者。1952年至1964年，韓素音曾在馬來半島生活，大力推動翻譯事業，為馬來華文小說英譯本寫序言，界定馬華文學，於1963年在南洋大學設立「韓素音獎學金」，鼓勵學生選修語言，促進各民族了解。直到去世，她都生活在瑞士洛桑。
在韩素音的资助下，中国翻译协会成立了“全国优秀文学翻译彩虹奖”（即鲁迅文学奖翻译奖前身）。
1989年，她和中国翻译协会共同创立了“韩素音青年翻译奖竞赛”，后更名为“韩素音国际翻译大赛”。截止到2020年，此项赛事已举办32届。

### 晚年
2012年11月2日，韩素音在瑞士洛桑的寓所逝世，享年95岁。
在中国驻瑞士大使馆和北大国际合作部的大力帮助下，已故英籍华裔女作家韩素音女士的4168册赠书 于2013年9月份抵达北京大学图书馆，这批捐赠包括图书2321种、2649册，刊115种、1248册，另有信件、书稿、剪报、地图、宣传册等零散文献271件。其中，图书内容涉及人文社会科学及自然科学各个领域，尤以文学类和历史地理类居多。从语种来看，涉及中、日、英、法等多个语种。

## 部份著作
- Destination Chungking (1942，英語): 《目的地:重庆》
- A Many-Splendoured Thing (1952，英語):《爱情多美好（英语：A Many-Splendoured Thing）》
- And the Rain My Drink (1956，英語): 《餐风沐雨（英语：And the Rain My Drink）》
- The Mountain Is Young (1958，英語): 《青山青（英语：The Mountain Is Young）》
- L'abbé Pierre (1965, 法语): 《皮埃尔神父》
- 六卷自传：
  - The Crippled Tree (1965，英語)：《伤残的树（英语：The Crippled Tree）》
  - A Mortal Flower (1966，英語)：《凋谢的花朵（英语：A Mortal Flower）》
  - Birdless Summer (1968，英語): 《无鸟的夏天（英语：Birdless Summer）》
  - My House Has Two Doors (1980，英語): 《吾宅双门（英语：My House Has Two Doors）》
  - Phoenix Harvest (1982，英語): 《凤凰的收获》
  - Wind In My Sleeve (1992，英語)
- China In The Year 2001 (1967，英語): 《2001年的中国》
- Asia Today: Two Outlooks (1969，英語): 《今日的亚洲: 两种观点》
- The Morning Deluge; Mao Tsetong and the Chinese Revolution 1893-1954 (1972，英語): 《早晨的洪流:毛泽东与中国革命》
- L'abbé Prévost (1975, 法语): 《普雷沃神父》(安托万·弗朗索瓦·普雷沃)
- Lhasa, the Open City (1976，英語) 《拉萨，开放的城市》
- Wind In The Tower: Mao Tsetong and Chinese Revolution, 1949-1965 (1976，英語)
- Till Morning Comes (1982，英語) 《盼到黎明》
- The Enchantress (1985，英語)
- A Share Of Loving (1988，英語)
- Fleur de soleil, histoire de ma vie (1988, 法语): 《太阳之花,我一生的故事》
- Eldest Son: Zhou Enlai and the making of modern China (1994，英語):《周恩来传》大陆刊行版与港台版相比，与原版有很大差异。